# Новости РЕН ТВ
«Новости РЕН ТВ» (в 2001—2010 годах — «24» и в 2010—2015 годах — «Новости 24») — информационная программа телеканала «РЕН ТВ», выходящая со 2 февраля 1998 года ежедневно 5 раз в будние дни в 8:30, 12:30, 16:30, 19:30 и 23:00 (кроме пятницы) по МСК, четыре раза по субботам в 8:30, 12:30, 16:30 и 19:30 по МСК и три раза по воскресеньям в 8:30, 12:30 и 16:30 по МСК. С 28 сентября 2015 года также выходит каждые 5 минут по будням в рамках программы с демонстрацией видеороликов «С бодрым утром!».
До весны 2015 года в рамках эфира существовали рубрики «Пресса» (в утренних выпусках) и «Экономика», до весны 2022 года также был и прогноз погоды, сейчас в программе присутствуют новости спорта. Хронометраж программы может составлять от 25 до 30 минут. График выхода в эфир неоднократно менялся. За всю историю существования её выпуски практически никогда не выходили в начале каждого часа, только ближе к его середине или концу.

## История
Новости стали выходить в эфир со 2 февраля 1998 года, с момента образования на REN-TV информационной службы. Первая передача вышла в эфир в 19:00 понедельника, 2 февраля, с продолжительностью в 15 минут. Первоначально выпуски новостей на телеканале выходили три раза в день с понедельника по пятницу. Самый первый выпуск передачи провёл Алексей Громов, в прошлом — ведущий новостей на канале «Российские университеты». Вечерние выпуски передачи вела Ирина Мишина (ранее — ведущая программ «Утро» и «Время»). Изначально на REN-TV не было ежедневных новостных выпусков, а вместо них на телеканале выходили авторские аналитические программы: «Что случилось?» с пишущим журналистом Андреем Иллешем, а также «Реноме» с Петром Фёдоровым (взгляд на Россию с позиции иностранных корреспондентов, работающих в Москве).
Со 2 февраля 1998 по 27 февраля 2000 года передача называлась «Новости REN-TV». С 28 февраля 2000 по 7 октября 2001 года передача называлась «Новости» (такое название было и у выпусков производства «ТСН», и у выпусков REN-TV после их возобновления в эфире). С 8 октября 2001 (после перехода с НТВ на REN-TV Александра Герасимова) по 7 февраля 2010 года передача называлась просто «24». С 8 февраля 2010 по 15 февраля 2015 года программа называлась «Новости 24». 16 февраля 2015 года возвращено название «Новости РЕН ТВ».
С осени 1998 года новости на REN-TV стали выходить в прямом эфире 7 раз в день по будням ежедневно (по будням, включая выходные и праздничные дни). Хронометраж дневных выпусков составлял 5 минут, в 20:30 в эфир выходил расширенный выпуск новостей длительностью 15 минут, который представлял известный теле- и радиожурналист Сергей Корзун. Многие сюжеты REN-TV покупал у компании Александра Гурнова «ТСН», о чём свидетельствовал отображавшийся в правом нижнем углу полупрозрачный логотип этого агентства.
В начале своего существования, со 2 февраля по 28 августа 1998 года, выпуски программы выходили по будням в 14:00 (кроме понедельника), 19:00 и в плавающем графике с 23:30 до 0:35.
С сентября 1998 по февраль 1999 года программа выходила по будням в 9:00, 10:00, 11:00, 13:00, 14:40, 16:10, 17:45, 20:30 и 23:30—23:40 (кроме пятницы), а по выходным — в 9:00, 11:25, 14:30, 17:45 и 20:30. Весной 1999 года количество выпусков сократилось: из сетки были убраны выпуски в 11:00 и 16:10 по будням и в 9:00 и 14:30 по выходным. С 1998 года REN-TV начинал вещание в 8:30 или 9:00 МСК с выпусков «Новостей». Информационную службу канала возглавила Елена Фёдорова.
С 6 сентября 1999 года, когда REN-TV начал поясное вещание по всей России, имея четыре часовых поясных орбит: +0 (для Европейской России), +2 (для Урала и до 2016 года — Западной Сибири), +4 (для Сибири — до 2016 года — Центральной и Восточной Сибири) и +7 (для Дальнего Востока), став третьим телеканалом в России, запустившим поясное вещание, сетка вещания включала в себя выпуски в 9:30, 11:30, 14:30, 18:30, 20:30 и 22:30 по будням и в 14:00, 17:30, 20:30 по выходным.
С 28 февраля по 12 июня 2000 года в эфире телеканала транслировались новости производства новостного агентства «ТСН» (принадлежала нефтяной компании «Лукойл» и являлась также и одним из акционеров REN-TV), руководство REN-TV и лично Ирену Лесневскую не устраивало качество информации, подаваемой в выпусках производства данной телекомпании, и с 12 июня 2000 года телеканал стал снова выпускать собственные выпуски новостей. Этот эпизод привёл к разладу в отношениях между «Лукойлом» и REN-TV, и спустя менее чем год нефтяная компания продала пакет акций телеканала компании «Центр оптимизации расчётов», аффилированной с «РАО ЕЭС».
В 2000 году этот график был скорректирован: выпуск в 11:30 по рабочим дням убран из сетки вещания, а выпуск в 22:30 перенесён на 0:00, также выпуск в 14:00 по выходным перенесён на 13:30. Вечерний выпуск в 20:30 (с 13 августа 2001 года — в 19:00) с 3 апреля 2000 по 5 октября 2001 года выходил под названием «Обозрение» (1 апреля 2001 — «Обозрение-3000»).
В 2001—2005 годах на REN-TV переходят такие известные журналисты и телеведущие, как Александр Герасимов (бывший сотрудник «старого» НТВ), Анна Павлова, Александр Оносовский (все — бывшие сотрудники ОРТ), Татьяна Лиманова (бывшая ведущая ТВ-6), Александр Бовин, Дмитрий Ясминов, Александр Жестков и Илья Доронов, а также операторы: Борис Леонов, Игорь Бондарь, Сергей Каверин, Юрий Тюнев, Вячеслав Харитонов, Роман Лузанов, Андрей Шадров, Ярослав Шуяков и другие.
С 2002 по 30 декабря 2003 года время выхода утреннего выпуска не изменилось, вечерние и ночные выпуски же стали выходить в 13:30, 17:30 (позже — в 14:30 и 19:30), 21:30 (информационно-аналитический выпуск) и 1:30. По выходным в сетке вещания остался только выпуск в 13:30 и добавлен ночной выпуск в таймслоте 0:10—1:15. В 2003 году недолгое время выпуски программы выходили в межпрограммном пространстве в течение всего эфира от 10 до 12 раз в формате «24 on-line».
В 2003—2005 годах творческий коллектив телеканала пополнился журналистами, ранее работавшими с Евгением Киселёвым на НТВ, ТВ-6 и ТВС — в их числе были Марианна Максимовская, Юлия Латынина, Евгений Матонин, Александр Надсадный, Сергей Митрофанов, Вадим Кондаков, Андрей Картавцев, Артур Валеев, Дмитрий Штоколов, Вячеслав Гузь, Георгий Андроников, Тамара Карташова, Сергей Наумов и Виталий Бузуев. Одновременно с последним выпуски новостей спорта на REN-TV начал готовить ряд сотрудников спортивной редакции спутникового оператора «НТВ-Плюс», поскольку после прекращения сотрудничества с ФК «Сатурн» старый спортивный отдел на канале был фактически расформирован, а его бывшие помещения — переданы сотрудникам «НТВ-Плюс».
С 11 октября 2003 по 28 июня 2014 года по субботам в 19:00 (до 27 декабря 2003 года — в 20:00, повтор по воскресеньям, ранее по понедельникам) на РЕН ТВ (в 2003—2006 годах — REN-TV) выходила программа «Неделя» с Марианной Максимовской, в которой рассказывалось о самых важных и интересных событиях недели. Последний выпуск программы вышел 28 июня 2014 года, после чего она ушла в летний отпуск. Следующий выпуск должен был выйти 6 сентября того же года, но вместо него с 7 сентября 2014 года по субботам в 19:00 (до 15 мая 2022 года — по воскресеньям в 23:00, с 15 марта по 26 апреля 2015 года — в 22:00) выходит программа «Добров в эфире» с Андреем Добровым. Во время летних отпусков в 2004—2021 годах в сетке вещания в данном таймслоте выходили художественные фильмы.
Продолжительное время, после закрытия ТВС и изменения концепции вещания на НТВ, программа привлекала внимание многих телезрителей и телекритиков наличием в ней комментариев российских оппозиционных политиков и общественных деятелей, которых к тому времени не показывали государственные каналы — среди них были Борис Немцов, Гарри Каспаров, Михаил Касьянов, Владимир Рыжков и другие, а также подробных репортажей о событиях, о которых также не говорили на других телеканалах (многие телеведущие и журналисты информационной службы REN-TV тех лет перешли на работу в эту телекомпанию с НТВ, ТВ-6 и ТВС). Однако в сезоне 2013/2014 годов выпуски новостей стали отличаться от программы «Неделя с Марианной Максимовской» по подаче информации.
С 12 января 2004 по 31 августа 2008 года выпуски новостей «24» выходили в 9:30, 12:30, 20:30 и в таймслоте 0:10—1:15 (с 1 марта 2004 года — в 19:30 и 23:15, с 6 июня 2005 года — в 23:30). По выходным был только один выпуск (12:30).
Почти сразу же после смены менеджмента и владельцев на телеканале начались реорганизация всей сетки вещания и массовый кадровый отток: с телеканала уволилось несколько сотрудников информационной службы во главе с её руководителем Еленой Фёдоровой и шеф-редактором телепрограммы Ольгой Шориной, также от эфира была отстранена Ольга Романова.
С 6 августа 2007 года, одновременно с ребрендингом на РЕН ТВ, все существовавшие на тот момент выпуски программы стали сопровождаться двумя бегущими строками разных цветов, на которых отображались котировки (до 15 февраля 2015 года), прогноз погоды и актуальные новости за день, полученные из собственных источников или по каналам информагентств.
В период 2007—2009 годов к команде РЕН ТВ присоединялись другие журналисты, ранее работавшие на «старом» НТВ, в частности, Ксения Туркова и Михаил Осокин (ставшие ведущими новостей «24»), а также Иван Волонихин и Николай Николаев (стали корреспондентами информационной службы).
С 1 сентября 2008 года к ним добавился второй дневной выпуск в 16:30 (с 10 января по 9 ноября 2012 года выходил в 17:30), исчезнувший из сетки вещания 12 ноября 2012 года и вернувшийся уже только 15 июня 2015 года.
С 3 мая по 15 сентября 2011 года и со 2 декабря 2013 года информационно-аналитический итоговый выпуск «Новостей 24» начал выходить на полчаса раньше — в 23:00 вместо 23:30, а с 19 сентября 2011 по 27 декабря 2012 года — в 22:30. В этом поздневечернем выпуске появился известный прогосударственными взглядами ведущий Андрей Добров, а в ноябре 2011 года в связи с демонстрацией жеста «Средний палец» по ходу чтения текста новости о тогдашних президентах России и США Медведеве и Обаме была уволена телеведущая Татьяна Лиманова. В эфире её сменил бывший ведущий НТВ и «Пятого канала» Алексей Суханов.
С 17 сентября 2012 года утренний выпуск начал выходить на час раньше — в 8:30 вместо 9:30.
С 15 октября 2014 года программа транслируется в формате 16:9.
С 28 сентября 2015 года были добавлены утренние будничные пятиминутные выпуски в 7:00, 7:15, 7:30, 7:45, 8:00 и 8:15 в рамках программы «С бодрым утром!». С 26 февраля 2022 года утренние пятиминутные выпуски также стали выходить и по субботам. С 4 сентября 2022 года утренние пятиминутные выпуски также стали выходить и по воскресеньям. С 9 января 2023 года были добавлены утренние будничные пятиминутные выпуски в 6:00, 6:15, 6:30, 6:45 в рамках программы «С бодрым утром!». С 7 декабря 2024 года были добавлены утренние будничные пятиминутные выпуски в 6:00, 6:15, 6:30, 6:45 в рамках программы «С бодрым утром!» также стали выходить и по выходным.
С 27 июля 2016 года каждую среду совместно с благотворительным фондом «WorldVita» в рамках программы выходит благотворительный проект «Вместе мы справимся!», в котором рассказывается о детях, которым необходимы денежные средства на дорогостоящее лечение. Во время показа этой рубрики внизу на экране появляется короткий номер для SMS-сообщений, по которому необходимо отправить цифрами любую сумму пожертвования.
5 ноября 2016 года большой выпуск новостей по субботам в 12:30 был заменён на 2 коротких пятиминутных выпуска (в 12:30 и 16:30), а освободившееся время заняла программа Игоря Прокопенко «Военная тайна».
Начиная со 2 июня 2017 года, в рамках слияния информационных служб «РЕН ТВ» и «Пятого канала», производителем и поставщиком новостей для программы стал являться мультимедийный информационный центр «Известия».
С 21 октября 2017 года в субботу короткий 5-минутный выпуск в 12:30 был отменён. Позднее был прекращён выход аналогичного выпуска в 16:30. С 25 июня 2018 по 25 февраля 2022 года, вплоть до вторжения России на Украину, программа выходила только по будням.
С 9 апреля 2018 по 19 мая 2024 года ведущей дневных выпусков стала Ксения Седунова.
С 29 июля 2019 по 7 октября 2020 года ведущей утренних выпусков стала Дарья Онегина.
Со 2 сентября 2019 года в выпусках в 23:00 снова стали выходить выпуски спортивных новостей, их ведущим стал Александр Кузмак.
С 26 февраля 2022 года программа вновь выходит по выходным, но уже в 8:30, 12:30, 16:30, 19:30 и 23:00. Начиная с 16 сентября 2022 года были отменены пятничный и субботний выпуски в 23:00 и воскресный выпуск в 16:30 и в 19:30. Также программа вновь выходит в праздничные и новогодние каникулы.
С 6 июня 2022 года ведущей утренних (с 27 мая 2024 года дневных) выпусков стала Юлия Вотинцева.
В конце 2022 года ведущими утренних выпусков на регионы стали Анастасия Новомлинова и Ксения Чепенко (в начале 2023 года её заменил собственный корреспондент программы «Вести» (ВГТРК) в Сибирском федеральном округе Кирилл Воробьёв). Позже Кирилла Воробьёва заменила Элисо Хабалова.
С 24 мая 2024 года ведущей утренних выпусков стала Анастасия Новомлинова.
С 23 июня 2025 года ведущей утренних выпусков стала Юлия Островская.

## Эфиры новостей
| Описание                  | Ведущие                            |
| ------------------------- | ---------------------------------- |
| Выпуски для регионов РФ   | Кирилл Воробьёв Юлия Островская    |
| Утренние выпуски          | Анастасия Новомлинова Илья Корякин |
| Дневные выпуски           | Елена Лихоманова Юлия Вотинцева    |
| Вечерние и ночные выпуски | Роман Бабенков Дмитрий Ясминов     |
| «Итоговая программа»      | Пётр Марченко                      |

## Ведущие
- Кирилл Воробьёв (с 2023 года) — чётная неделя, выпуски для регионов РФ, пришёл с ГТРК «Новосибирск».
- Юлия Островская (с 2025 года) — нечётная неделя, выпуски для регионов РФ, пришла с «Югра» и НТВ.
- Анастасия Новомлинова (с 2022 года) — чётная неделя, утренние выпуски, пришла с ГТРК «Волгоград».
- Илья Корякин (с 2016 года) — нечётная неделя, утренние выпуски, пришёл с «LifeNews» и «Мир».
- Елена Лихоманова (с 2016 года) — чётная неделя, дневные выпуски, пришла с РБК.
- Юлия Вотинцева (с 2022 года) — нечётная неделя, дневные выпуски, пришла с ГТРК «Урал».
- Роман Бабенков (с 2017 года) — чётная неделя, вечерний и ночной итоговый выпуски новостей
- Дмитрий Ясминов (с 2008 года) — нечётная неделя, вечерний и ночной итоговый выпуски новостей
- Пётр Марченко (с 2015 года) — «Итоговая программа», до 2022 года — ведущий ночного итогового выпуска новостей, пришёл с НТВ и «Первого канала», «Эксперт-ТВ».

### Новости спорта
- Александр Кузмак
- Сергей Фарафонов

## Ведущие прошлых лет

### Выпуски новостей
- Алексей Громов (1998), первый журналист, вышедший в прямой эфир REN-TV, позже работал корреспондентом.
- Ирина Мишина (1998—2000), ранее работала на ОРТ[34].
- Вячеслав Крискевич[35] (1998—1999, 2000), некоторое время работал ведущим новостей на ОРТ, позже перешёл на ТНТ, ТВ-6 и RTVI, но в 2004 году вернулся обратно на «Первый канал», ещё позже — ведущий программы «Сейчас» на «Пятом канале» и ведущий новостей на телеканале «Звезда».
- Сергей Корзун (1998—1999)
- Владимир Гуреев (1998—1999)[36], до 2002 года также работал на канале корреспондентом[37][38], в апреле 2002 года ушёл на RTVi[39][40]. В сентябре 2006 года вернулся обратно на «РЕН ТВ» как автор документальных фильмов, но уже в ноябре 2007 года окончательно ушёл с канала и с телевидения в целом[40].
- Юрий Дербенёв (1998—2000)
- Елена Мещерякова (1998—2004), позже — корреспондент REN-TV, затем ушла на RTVI, сейчас работает корреспондентом «Голоса Америки» в Нью-Йорке[41][42].
- Михаил Полунин (1998—2000)[43][44][45]
- Михаил Куренной (1998—2000, 2000—2012), ведущий вечерних, позже — дневных, затем — ночного итогового выпуска и новостей экономики[46]. В 2000 году, из-за несогласия работать в ТСН, на непродолжительное время уходил на НТВ[47].
- Алексей Темнов (1999)[48][49]
- Алла Волохина (2000), ранее ведущая ТСН на канале «ТВ-6».
- Анна Федотова (2000, 2001—2003), появилась в программе ещё в период сотрудничества REN-TV с ТСН, потом работала ведущей вечерних новостей[50], затем в 2000—2001 годах работала на РТР. И наконец 1 февраля 2001 года вновь появилась на REN-TV.
- Роман Карлов (2000—2011), работал в новостях в 2000—2001, 2003 и 2006—2007 годах как ведущий выпусков[51][52][53]; в 2001—2003 и 2003—2006 годах как корреспондент REN-TV; в 2007—2011 годах как ведущий в рубрике «Пресса», ушёл сначала на радиостанция «Коммерсантъ FM», потом на канал «Москва 24».
- Алексей Фролов (2000—2001), позже — ведущий программ «Вести» и «Вести-Москва. Неделя в городе» на телеканале РТР/«Россия»/«Россия-1»[54], в настоящее время — ведущий программы «События: 25-й час» на канале «ТВ Центр».
- Александр Герасимов (2001—2003), вёл итоговый выпуск[4], ранее и позже на НТВ.
- Ольга Романова (2001[55]—2005)[56][57][58]
- Вячеслав Духин (2001—2002)[59], ведущий дневных выпусков, ранее и позже — корреспондент информационной программы «Вести» на телеканале РТР/«Россия».
- Виталий Бузуев (2002—2008)[60], сначала работал корреспондентом, затем — ведущим вечерних выпусков,[61], потом — стал украинским корреспондентом «РЕН ТВ»[62]. Ранее работал на НТВ и ТВ-6, далее ушёл на RT Documentary[63].
- Татьяна Лиманова (2002—2011), ведущая дневных и вечерних выпусков, в ноябре 2011 года уволена из-за использования неприемлемого жеста «средний палец»[64][65] и вскоре перешла на работу ведущей дневного эфира на телеканал «Дождь»; в 2018—2020 гг. — на канале «Россия-Культура».
- Виталий Ушканов (2003), ведущий итоговых выпусков[66].
- Анна Павлова (2003—2006), в 2007 году перешла на закадровую работу в информационную программу «Время», также была ведущей «Вечерних новостей» на «Первом канале».
- Илья Доронов (2003—2015), вёл сначала дневные и утренние выпуски, с 2008 года — вечерние[61]; позже работал в штате телеканалов «Life»[67] и «Россия-24». В настоящее время — управляющий директор телеканала «РБК».
- Юлия Латынина (2003), вела выпуск в 21:30 поочерёдно с Ольгой Романовой[68][69].
- Сергей Тугушев (2003—2011), сначала работал корреспондентом REN-TV/РЕН ТВ, затем был экономическим обозревателем, автором и ведущим рубрики «По делу с Сергеем Тугушевым» по четвергам в выпуске в 12:30. В августе 2011 года перешёл на «Первый канал»[70].
- Николай Марченко (2007—2014), ведущий новостей экономики, с 17 января 2009 по 6 февраля 2010 года — ведущий субботней дневной программы «24: Популярная экономика», с 2012 года — ведущий утренних и дневных выпусков, ранее — корреспондент REN-TV/РЕН ТВ.
- Ксения Туркова (2007—2009)[71][72], ведущая утренних и дневных выпусков программы, ранее работала на НТВ, ТВ-6 и ТВС, в марте 2010 года ушла с телеканала[73].
- Михаил Осокин (2008—2013), вёл итоговый ночной выпуск[74], ранее работал на «1-м канале Останкино», НТВ, ТВ-6, ТВС и RTVi, после работы в программе «Что случилось?» ушёл с телевидения[75].
- Екатерина Агафонова (2008—2016), вела сначала орбитные выпуски и новости спорта, затем обзор прессы и новости экономики. С августа 2014 по июнь 2016 года вела утренние и дневные выпуски.
- Ирина Сашина (2011—2012), ведущая утренних и дневных выпусков[76], в настоящее время — ведущая программы «Настроение» на телеканале «ТВ Центр».
- Андрей Добров (2011—2014), вёл итоговый ночной выпуск сначала поочерёдно с Михаилом Осокиным[77], затем единолично, ранее работал на ТВ-6, «Третьем канале» и «Пятом канале», с 7 сентября 2014 года — ведущий информационно-аналитической программы «Добров в эфире».
- Алексей Суханов (2011—2014), ведущий вечерних выпусков[78], ранее работал на «НТВ», радио «Сити ФМ», «Пятом канале», «Дожде», «ТВ-3» и «Семёрке», сейчас работает на телеканале «1+1».
- Екатерина Фомичёва (2012—2013), ведущая обзоров прессы[79].
- Дмитрий Маслак (2014—2015), ведущий орбитальных выпусков.
- Денис Солдатиков (2014—2018) — ведущий вечерних выпусков новостей, ранее работал на НТВ, «Первом канале» и «Пятом канале», сейчас ведёт программу «Известия» на «Пятом канале».
- Сергей Митрофанов (2014), ведущий вечерних выпусков, ранее работал корреспондентом, ещё раньше — в информационных программах на ТВ-6, ТВС и НТВ, а также ведущий программы «Сейчас» на «Пятом канале»[80], перешёл на RTVi.
- Аркадий Назаренко (2015—2019), вёл дневные выпуски, до 2016 года также и вечерние, ранее работал корреспондентом, ещё раньше — в информационных программах на «Пятом канале» и «Звезде».
- Ксения Седунова (2018—2024), ведущая дневных выпусков, ранее работала на канале «Москва 24».
- Дарья Онегина (2019—2021), ведущая утренних выпусков, ранее работала на «360» и «Мир», перешла на RTVi.
- Иван Евдокимов (2021—2022), ведущий утренних выпусков, ранее и сейчас работает на телеканале «Москва 24».
- Ксения Чепенко (2022—2023), ведущая утренних выпусков, ранее и сейчас работает на «Москве 24», ещё ранее на НТВ.
- Мария Зверева (2022), ведущая утренних выпусков, позже работала корреспондентом МИЦ «Известия», сейчас работает на телеканале «360».
- Элисо Хабалова (2023—2025), ведущая утренних выпусков, ранее работала на канале «Осетия-Ирыстон»[81].

### Новости экономики
- Николай Марченко (2007—2012, 2014—2015)[82]
- Дмитрий Чернов (2010—2011), также был ведущим утреннего обзора прессы[83][84].
- Екатерина Агафонова (2012—2014)
- Марина Градская (2013)[85]
- Елена Спиридонова (2013), перешла на РБК, затем — ведущая программы «Сегодня» на НТВ.
- Полина Миронова (2013—2015)

### Новости спорта
- Мария Румянцева (1998—2011)[86]. В 2014—2017 годах озвучивала за кадром «Новости спорта» на «Первом канале», ныне — корреспондент и комментатор Дирекции спортивного вещания того же телеканала.
- Алексей Николов (1998—2003)[13][87]
- Владимир Юматов (1998—2003)[13]
- Мария Королёва (2001—2002)
- Сергей Наумов (2003—2007)[88]. Также в разное время работал на НТВ, «НТВ-Плюс», ТВ-6 и ТВС[89].
- Наталья Соболева (2003—2004)[90][91]
- Геннадий Клебанов (2004—2011). Ранее работал на НТВ и «НТВ-Плюс»; в 2007 году перешёл из штата ОАО «НТВ-Плюс» в штат ЗАО «Телекомпания РЕН ТВ».
- Юлия Дежнова (2004—2005), перешла на НТВ.
- Юлия Изотова (2005—2011)
- Елена Дмитричева (2005—2007). Ранее работала на НТВ и «НТВ-Плюс».
- Светлана Абрамова (2009—2011). Также являлась ведущей обзора прессы[92][93], впоследствии перешла на «Первый канал», в настоящее время — ведущая программы «Утро России» на телеканале «Россия-1».

С 2003 по 2007 год спортивные выпуски на РЕН ТВ по контракту производились сотрудниками службы информации спортивной редакции телекомпании «НТВ-Плюс». В 2012 году спортивная редакция телеканала была расформирована.

### Прогноз погоды
Прогноз погоды с ведущими выходил в программе с начала 2008 по 22 апреля 2022 года. До этого информация о погоде на канале подавалась разными способами: в выпусках 1990-х годов об этом вслух сообщал основной ведущий выпуска, прежде чем закончить эфир, информация была актуальна только для Москвы. С начала 2000-х годов прогноз погоды стал подаваться графически: списком, таблицей, на карте или с применением компьютерной графики, фотографий городов. В разное время метеосводки в программе вели:
- Аида Невская (2008)[96]
- Алёна Дублюк (2008—2022)
- Наталья Зотова (2008—2010)[97]
- Кристина Салит (2009—2010)
- Ольга Кострова (2010—2015)
- Александра Михайлова (2011—2015)[98]
- Юлия Байдина (2011—2014, 2020—2022)
- Нелла Стрекаловская (2013—2017)
- Виктория Черникова (2014—2016)
- Ксения Берзина (2016—2017)
- Вера Кузьмина (2017—2022)

### Умершие

#### Ведущие
- Александр Бовин (1930—2004), в 2002 году вёл пятничный 10-минутный авторский выпуск «24 с Александром Бовиным» в 19:30[99], скончался в апреле 2004 года[100].
- Дмитрий Сергеев (1974—2024), в 2003 году был ведущим ночных выпусков новостей[101], скончался в июне 2024 года.

#### Корреспонденты и операторы
- Зафар Хашимов (1967—2012), работал в программе в 2006—2012 годах, погиб в августе 2012 года[102].
- Георгий Гривенный (1977—2024), работал в программе в 2015—2024 годах, скончался в феврале 2024 года.
- Семён Ерёмин (1982—2024), работал в программе в 2017—2024 годах, погиб в апреле 2024 года.
- Евгений Ксензенко (1979—2024), работал в программе в 2012—2014 годах, скончался в августе 2024 года.
- Александр Федорчак (1996—2025), работал в программе в 2024—2025 годах, погиб в марте 2025 года.

## Руководители
Главные редакторы службы информации (позже — директора информационного вещания)
- Пётр Фёдоров (1997—1998)[103]
- Сергей Корзун (1998)[104]
- Андрей Иллеш (1999)[105][106]
- Елена Фёдорова (1999—2005)[107][108]
- Илья Кузьменков (2005—2007)[108]
- Алексей Абакумов (2007—2011)[109]
- Михаил Фролов (2011—2013, 2015—2017)[110]
- Алексей Егоров (2013—2015)[111]

Директор общественно-публицистических программ
- Алексей Малков (с 2017 года)[112]

## Приложения к программе

### Итоговый выпуск
Выходит с понедельника по четверг в 23:00 (ранее — в 21:30, 22:30, 23:15 и 23:30). Продолжительное время итоговый выпуск носил аналитический характер: включал в себя комментарии экспертов, более развёрнутые репортажи и более авторскую подачу информации ведущим. Такой выпуск иногда мог приобретать иронический, несерьёзный характер. Ведущими были: Александр Герасимов (2001—2003), Ольга Романова (2002—2005), Виталий Ушканов (2003), Михаил Куренной (2006—2008), Михаил Осокин (2008—2012), Андрей Добров (2011—2014) и Пётр Марченко (2015—2022). В период отпуска ведущего в летнее время (с 14 июля 2014 по 7 мая 2015 года и с 6 июня 2022 года — на постоянной основе) в 23:00 выходит обычный выпуск новостей.

### 24 on-line
В 2003 году в межпрограммном пространстве в течение всего эфира выходили короткие выпуски программы под названием «24 on-line».

### «Популярная экономика»
Выходил с 17 января 2009 по 6 февраля 2010 года по субботам в 12:30. В нём Николай Марченко рассказывал о главных экономических темах недели. После ребрендинга РЕН ТВ место программы в сетке до 2011 года занимал авторский выпуск «Новостей 24» без бегущей строки на эту же тематику, который вёл Марченко.

### «Открытым текстом»
Выходил с 5 октября 2012 по 29 декабря 2017 года по пятницам в 19:45. В нём Анатолий Вассерман комментировал главные темы недели. С 19 января 2018 года выходит на родственном телеканале IZ.RU.

### «Что случилось?»
Выходил с 14 февраля по 27 июня 2013 года по четвергам в 23:30. В нём Михаил Осокин подводил промежуточные итоги первой половины недели.

### «Итоговая программа»
Выходит с 22 мая 2022 года по воскресеньям в 23:00, заменив программу «Добров в эфире». В ней Пётр Марченко подводит итоги уходящей недели.

## Время выхода в эфир
| Время (мск)                                                          | Дни недели  | Продолжительность | Описание                                       |
| -------------------------------------------------------------------- | ----------- | ----------------- | ---------------------------------------------- |
| 06:00, 06:15, 06:30, 06:45, 07:00, 07:15, 07:30, 07:45, 08:00, 08:15 | ежедневно   | 5 минут           | Утренние выпуски в программе «С бодрым утром!» |
| 08:30                                                                | ежедневно   | 30 минут          | Утренний выпуск                                |
| 12:30                                                                | ежедневно   | 30 минут          | Дневные выпуски                                |
| 16:30                                                                | ежедневно   | 30 минут          | Дневные выпуски                                |
| 19:30                                                                | пн-сб       | 30 минут          | Вечерний выпуск                                |
| 23:00                                                                | пн-чт       | 30 минут          | Итоговый выпуск                                |
| 23:00                                                                | воскресенье | 60 минут          | «Итоговая программа» с Петром Марченко         |

## Экстренное вещание
В случае крупномасштабных чрезвычайных происшествий выходили специальные выпуски программы без фиксированного времени выхода в эфир и длящиеся от нескольких минут до нескольких часов.

### 2000-е годы
- 11 сентября 2001 года в эфир выходили специальные выпуски новостей, целиком и полностью посвящённые данной ситуации.
- В дни ситуации вокруг захвата заложников в театральном центре на Дубровке (с 23 по 26 октября 2002 года) в эфир REN-TV выходили специальные выпуски новостей «24»[128][129][130]. Первая информация о захвате заложников прозвучала в 22:00 в выпуске, который вела Ольга Романова[131][132].
- 20 марта 2003 года на REN-TV, который и так с конца марта собирался увеличивать количество специальных выпусков программы «24» и вещать круглосуточно, ежечасно выходили специальные выпуски новостей.
- 5 июля 2003 года во время террористического акта на пивном рок-фестивале «Крылья» в Тушино вышел специальный выпуск новостей, целиком посвящённые ситуации. Ведущей была Татьяна Лиманова.
- В день захвата школы в североосетинском Беслане (1-3 сентября 2004 года) на REN-TV выходили специальные выпуски новостей, ведущими которых были Илья Доронов[133], Ольга Романова, Виталий Бузуев, Марианна Максимовская и другие, сменяя друг друга и связываясь со своими корреспондентами по телефону в прямом эфире[27].
- 2 декабря 2007 года в эфир вышел специальный выпуск новостей в связи с Выборами в Государственную Думу. Ведущей была Татьяна Лиманова.
- 28 ноября 2009 года в 12:30 вышел специальный выпуск новостей в связи с взрывом поезда Невский экспресс».
- 5 декабря 2009 года в эфир в течение дня выходили экстренные выпуски новостей в связи с пожаром в пермском клубе «Хромая лошадь»[134][135]. Ведущим был Илья Доронов.

### 2010-е годы
- 29 марта 2010 года, в день взрывов в московском метрополитене, информация шла в специальных выпусках новостей[136][137] — в 9:30[138][139] и 10:30. По сведениям, это было связано с тем, что редакция телеканала тогда располагалась неподалёку от места произошедшего[137]. Впоследствии о взрывах сообщалось в программе «Экстренный вызов 112» в 12:00, 16:00, 18:00 и 23:00[140].
- 10 апреля 2010 года, в день катастрофы под Смоленском и гибели Президента Польши Леха Качиньского, также в течение дня транслировались специальные выпуски программы — всего вышло 5 специальных выпусков за день[141].
- 10 июля 2011 года вышел специальный выпуск в 21:30, посвященный аварии на теплоходе «Булгария». Ведущим был Дмитрий Ясминов.
- 7 июля 2012 года, в день наводнения в Крымске, вышел специальный выпуск программы о случившемся[142][143].
- Не очень долгое время (с 3 по 20 июня 2014 года) программа выходила с короткими четырёхминутными выпусками в начале часа (10:00, 11:00, 14:00-18:00, 21:00, 22:00)[144] с понедельника по пятницу[145].
- 28 сентября 2015 года, в день 70-й Генассамблеи ООН, в 19:00 был показан специальный выпуск новостей с прямой трансляцией речи Владимира Путина. Эфир после речи провёл Денис Солдатиков.
- 31 октября и 1 ноября 2015 года на телеканале периодически выходили специальные выпуски новостей с последними подробностями авиакатастрофы российского самолёта в Египте[146]. Ведущими были Дмитрий Ясминов, Аркадий Назаренко и Денис Солдатиков.
- 25 декабря 2016 года, в день авиакатастрофы Ту-154 под Сочи, с 9:55 до 14:55 каждый час, а с 14:55 до 20:55 каждые два часа, в эфире телеканала выходили специальные выпуски новостей[147]. Ведущими были Дмитрий Ясминов и Аркадий Назаренко.
- 11 февраля 2018 года, в день крушения Ан-148 в Подмосковье, с 17:00 до 19:00 каждый час, в эфире телеканала выходили специальные выпуски новостей. Ведущими были Роман Бабенков и Дмитрий Ясминов.

### 2020-е годы
- 21 февраля 2022 года специальный выпуск программы в 16:30 с Ксенией Седуновой продлился до 18:28 и включал в себя трансляцию заседания Совета Безопасности РФ на тему признания Российской Федерацией независимости самопровозглашённых ЛНР и ДНР.
- 26 февраля 2022 года выходили специальные выпуски в 12:30, 16:30 и 19:30, а также бегущая строка с оперативными новостями о вторжении России в Украину (весь день).
- С 26 февраля 2022 по настоящее время транслируется бегущая строка с новостями, связанными с вторжением России в Украину, а также выходят специальные выпуски новостей по субботам и воскресеньям.
- 30 сентября 2022 года вышел специальный выпуск программы в 14:55 с Ксенией Седуновой, продлился до 17:00 и включал в себя трансляцию Выступления Президента РФ Владимира Путина.
- 22 февраля 2023 года специальный выпуск программы вышел раньше обычного в 16:10 в связи с митинг-концертом «Слава защитникам Отечества» в Лужниках.
- 24 июня 2023 года в связи с мятежом ЧВК «Вагнер» специальный выпуск программы вышел в 2:00. Выпуск вёл Роман Бабенков. Затем вышли в эфир плановые выпуски в 8:30, 12:30, 16:30 и два специальных выпуска в 19:30 и 23:00. Ведущими были Юлия Вотинцева, Роман Бабенков и Елена Лихоманова.